# Sainte-Croix-sur-Mer

Sainte-Croix-sur-Mer este o comună în departamentul Calvados, Franța. În 1 ianuarie 2022 avea o populație de 244 de locuitori.